# Eunidia unicoloricornis
Eunidia unicoloricornis är en skalbaggsart som beskrevs av Stefan von Breuning 1962. Eunidia unicoloricornis ingår i släktet Eunidia och familjen långhorningar.
Artens utbredningsområde är Zimbabwe. Inga underarter finns listade i Catalogue of Life.